# Maximilian Rogge

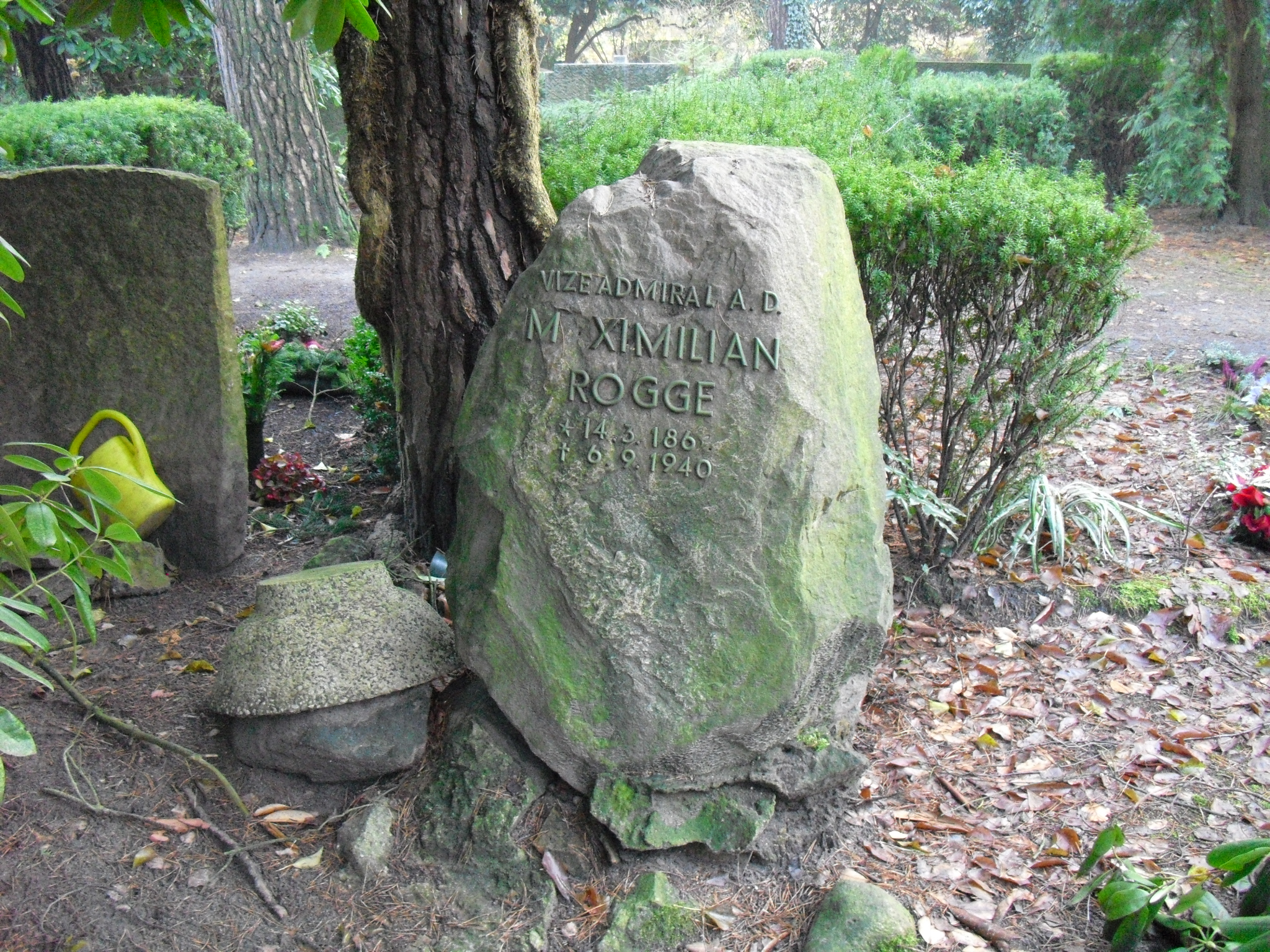
Grabstein auf dem Waldfriedhof Kleinmachnow

Maximilian Rogge (* 14. März 1866 in Potsdam; † 6. September 1940 in Berlin) war ein deutscher Vizeadmiral sowie in der Zeit der Novemberrevolution und im Kabinett Scheidemann als Staatssekretär Leiter des Reichsmarineamtes.

## Leben
Rogge trat am 21. April 1884 als Kadett in die Kaiserliche Marine ein. Zwischen 1898 und 1900 besuchte er die Marineakademie in Kiel. Außerdem kommandierte er 1899 die Natter. Danach diente er als erster Artillerieoffizier auf dem Linienschiff Kaiser Wilhelm II. Zwischen 1902 und 1905 studierte er Elektrotechnik. Zwischen 1906 und 1907 war er Kommandant der Ägir. Danach war er im Reichsmarineamt tätig. Dort stieg er zum Dezernent im Waffendepartement auf. Vom 31. Juli 1911 bis 15. September 1911 war er als Kapitän zur See Kommandant der Kaiser Wilhelm der Große.
Von 1917 bis Dezember 1918 war er Direktor des Waffendepartements. Nach ihm wurde eine Variante des Geschützes 38-cm-SK L/45 „Langer Max“ genannt. Am 18. September 1918 wurde Rogge zum Vizeadmiral befördert. Zwischen Ende Dezember 1918 und Februar 1919 war er mit der Wahrnehmung der Geschäfte des Staatssekretärs des Reichsmarineamtes beauftragt. Im Kabinett Scheidemann war er bis zur Auflösung des Reichsmarineamtes Staatssekretär. Am 26. März 1919 wurde Rogge zur Verfügung des Chefs der Admiralität gestellt und am 5. September 1919 auf sein Gesuch hin mit der gesetzlichen Pension aus dem Militärdienst verabschiedet.
Seit 1925 war er Repräsentant der Skodawerke in Berlin. Er war Onkel des Marineoffiziers Bernhard Rogge.
Sein Grab befindet sich auf dem Waldfriedhof Kleinmachnow.